# Muktsar (stad)
Muktsar (sinds 2012 officieel Sri Muktsar Sahib) is een nagar panchayat (plaats) in het district Muktsar van de Indiase staat Punjab. 

## Demografie
Volgens de Indiase volkstelling van 2001 wonen er 83.099 mensen in Muktsar, waarvan 53% mannelijk en 47% vrouwelijk is. De plaats heeft een alfabetiseringsgraad van 65%. 